# Saint-Florent-le-Vieil
Saint-Florent-le-Vieil is een plaats en voormalige gemeente in het Franse departement Maine-et-Loire in de regio Pays de la Loire. De plaats maakt deel uit van de commune nouvelle Mauges-sur-Loire in het arrondissement Cholet.

## Geschiedenis

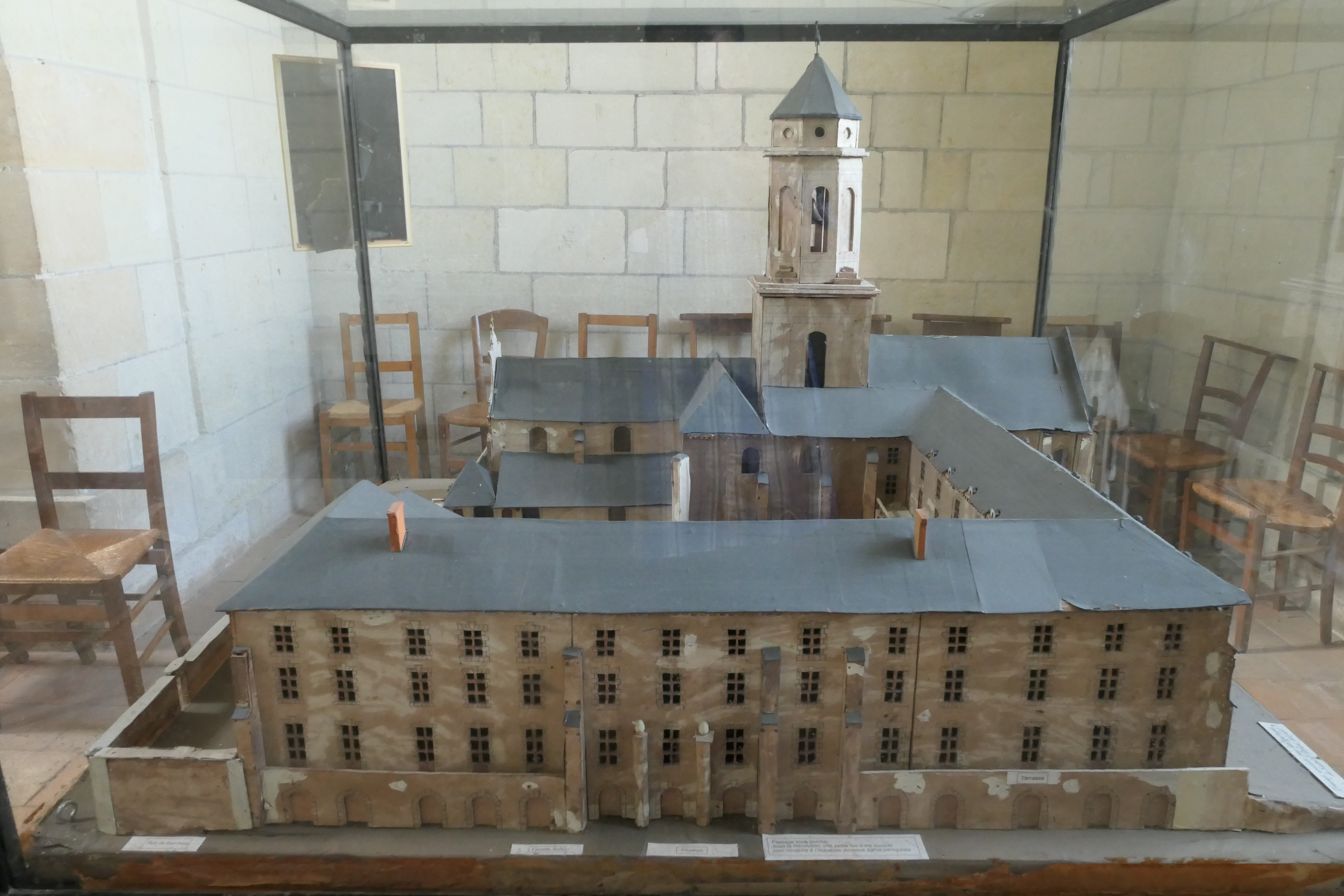
Schaalmodel van de abdij

De voormalige abdij van Saint-Florent-le-Vieil werd gesticht in de 8e eeuw en was vanaf de 17e eeuw een abdij van de mauristen. De abdijgebouwen zijn 14e-eeuws.
De plaats was belangrijk tijdens de Opstand in de Vendée. In oktober 1793 staken ongeveer 100.000 opstandelingen de Loire over bij Saint-Florent-le-Vieil. Een van hun leiders, Jacques Cathelineau, overleed in Saint-Florent-le-Vieil. En generaal Charles de Bonchamps verleende er gratie aan 5.000 gevangen republikeinse soldaten.
Saint-Florent-le-Vieil was de hoofdplaats van het gelijknamige kanton tot dat op 15 maart 2015 werd opgeheven en de gemeenten werden opgenomen op in het op die dag gevormde kanton La Pommeraye. Op 15 december 2015 fuseerden de gemeenten van het voormalige kanton tot de commune nouvelle Mauges-sur-Loire.

## Bezienswaardigheden
- De kerk van Saint-Florent-le-Vieil, de voormalige abdijkerk
- De 200 meter lange tuibrug van Saint-Florent-le-Vieil

## Geografie
Naast de kern van Saint-Florent is er ook het dorp La Boutouchère.De onderstaande kaart toont de ligging van Saint-Florent-le-Vieil met de belangrijkste infrastructuur en aangrenzende gemeenten.

## Demografie
Onderstaande figuur toont het verloop van het inwonertal.

## Geboren in Saint-Florent-le-Vieil
- Julien Gracq (1910-2007), schrijver

Beausse · Botz-en-Mauges · Bourgneuf-en-Mauges · La Chapelle-Saint-Florent · Le Marillais · Le Mesnil-en-Vallée · Montjean-sur-Loire · La Pommeraye · Saint-Florent-le-Vieil · Saint-Laurent-de-la-Plaine · Saint-Laurent-du-Mottay